# 根本煩惱
佛教術語，共有六種，即貪、嗔、癡、慢、疑、惡見。指的是粗重的煩惱，令眾生無法解脫生死。相對於因為這六個主要的煩惱而引起的二十種隨煩惱。

## 根本煩惱的說法

### 六根本煩惱
- 六根本煩惱的內容即是十使的十種煩惱，亦即五鈍使的貪、嗔、痴、慢、疑五種思惑煩惱與含攝於不正見的五利使：身見、邊見、邪見、見取見、戒禁取見五種見惑煩惱。[1]

### 三根本煩惱
- 根本煩惱也有說是三根本煩惱，內容即是所謂的貪、嗔、癡三毒[2]。但這三種煩惱，仍然在六種根本煩惱的範圍之中。[來源請求]

## 煩惱的斷除
佛法修行中的解脫道，透過斷我見及斷我執的方法，達到解脫生死的涅槃境界，而取證阿羅漢果。